# NHK 시모노세키 지국
NHK 시모노세키 지국(下關 支局)은 야마구치현 시모노세키시에 있는 NHK 야마구치 방송국의 지국이다.
시정촌 합병에 의해 현재 담당 구역이 시모노세키시로 축소되어 향후 NHK 합리화가 이뤄질경우 규모축소가 불가피 할 것이라는 전망이 나오고 있다.

## 연혁
- 1956년 6월 - NHK 시모노세키 방송국으로서 라디오 방송 개국.콜사인은 라디오 제1방송이 JOUI, 라디오 제2방송이 JOUU.
- 1962년 시모노세키 방송 회관 개관.
- 1970년 텔레비전(UHF) 방송 개시.
- 1988년 전국 NHK 합리화의 일환으로서 NHK 야마구치 방송국 시모노세키 지국으로 격하되었다.
- 2002년 콜사인은 (JOUQ•JOUZ) 폐지
- 1996년 시모노세키 방송 회관 폐쇄.지국을 다른곳으로 옮김.